# أناركية طبعانية

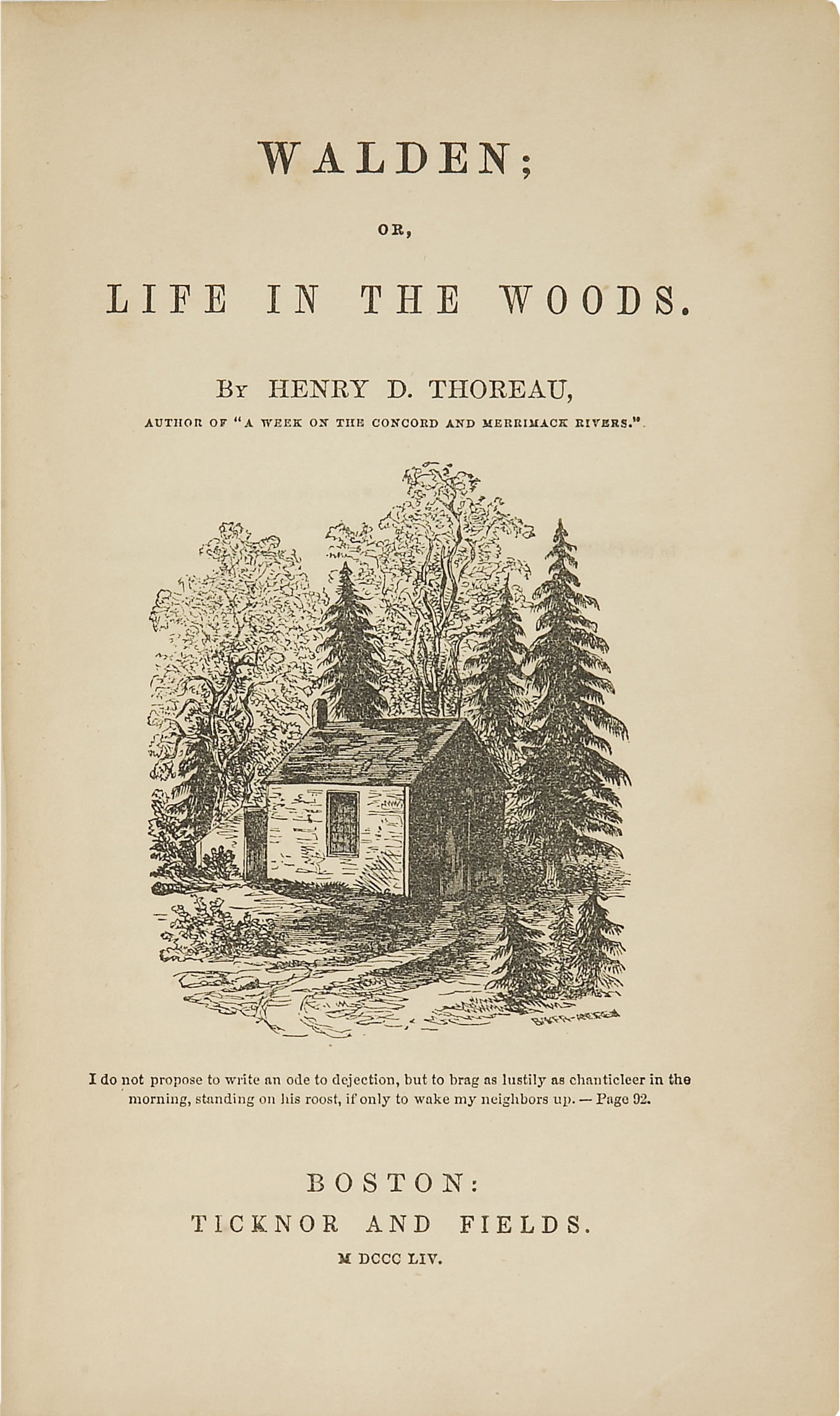
صفحة العنوان من الطبعة الأولى لكتاب والدن لهنري ديفيد ثورو (1854).

ظهرت الأناركية الطبعانية (بالإنجليزية: Anarcho-naturism أو Anarchist Naturism أو Naturist Anarchism)، في أواخر القرن التاسع عشر كدمج بين الفلسفة الأناركية (اللاسلطوية) والطبعانية (مذهب العري). كانت «العريانية (مذهب العري)، والأناركية (اللاسلطوية)، والنباتية، والحب الحر، سياسيًا ذا قبول كجزء من أسلوب حياة طبيعية»، في العديد من المجتمعات البديلة التي أُنشئت في بريطانيا في أوائل القرن العشرين. تسبب السكان الأناركيون في وايتواي، بالقرب من مدينة ستراود بمقاطعة غلوسترشير، في عشرينيات القرن العشرين، «بصدمة السكان المحافظين في المنطقة نتيجة تعريهم السافر». كانت للأناركية الطبعانية، على نحو خاص، أهمية في أوساط الأناركيين الفرديين في إسبانيا، وفرنسا، والبرتغال، وكوبا.
تناصر الأناركية الطبعانية النزعة النباتية، والحب الحر، والتعري، والحركلة، ونظرة عالمية إيكولوجية، داخل الجماعات الأناركية وخارجها. تعزز الأناركية الطبعانية كذلك نظرة عالمية إيكولوجية، وبناء قرى بيئية صغيرة، وتعزز، على نحو خاص، التعري كوسيلة لتجنب اصطناعية مجتمع الحداثة الصناعي. ينظر الأناركيون الطبعانيون الفرديون إلى الفرد في جوانبه البيولوجية والجسدية والنفسية، ويحاولون القضاء على المحددات الاجتماعية.

## نبذة تاريخية

### التأثيرات المبكرة
كان لهنري ديفد ثورو، وليو تولستوي، وإليزيه ريكلو، تأثير باكر وهام على الأناركية الطبعانية.
كان ديفد ثورو، الأمريكي الجنسية، مؤلفًا، وشاعرًا، وباحث بتاريخ الطبيعة، ومناهض لفرض الضرائب، وناقد للتنمية، ومساحًا، ومؤرخًا، وفيلسوفًا، ومن أبرز الفلاسفة المتعالين. اشتهر بكتابه والدن، وهو كتاب تأملي في العيش البسيط في بيئة طبيعية، ومقالته، العصيان المدني، وهي مقالة تناصر المقاومة الفردية للحكومة المدنية في ما يتعلق بالمعارضة الأخلاقية للدولة الظالمة. كان لفكره تأثير مبكر على الأناركية الخضراء، ولكن مع التركيز على التجربة الفردية للعالم الطبيعي، ما أثر على تيارات الطبعانية (مذهب العري) اللاحقة. كانت الحياة البسيطة، كرفض لأسلوب الحياة المادي، والاكتفاء الذاتي، من أهداف ثورو، وكان المشروع بأكمله مستوحى من الفلسفة المتعالية. «رأى كثيرون في ثورو أحد مناصري الدفاع عن البيئة والأناركية البدائية الأوائل، الممثلة اليوم في جون زريزان. وقد يكون هذا الاتجاه، بالنسبة لجورج وودكوك، مدفوعًا بفكرة معينة عن مقاومة التقدم ورفض المادية المتنامية، التي كانت طبيعة المجتمع الأمريكي في منتصف القرن التاسع عشر». أدرج جون زيرزان نفسه نص ثورو المعروف باسم «رحلات» (1863) في تصنيفه، المعد للكتابات المعادية للحضارة منذ عام 1999، تحت عنوان: ضد الحضارة: قراءات وتأملات.

### فرنسا
كانت الطبعانية، بالنسبة للأناركي الفرنسي البارز إليزيه ريكلو، «وسيلة مادية لبعث الحيوية، وعلاقة مع الجسد مختلفة تمامًا عن النفاق والمحرمات التي سادت في ذلك الوقت، وطريقة أكثر بهجة لرؤية الحياة في المجتمع، وحافزًا لاحترام الكوكب. وقد تطورت الطبعانية في فرنسا، ولا سيما تحت تأثير إليزيه ريكلو، في نهاية القرن التاسع عشر وبداية القرن العشرين بين الجماعات الأناركية التي نشأت عن الاشتراكية الخيالية».
كان هنري زيسلي وإميل غرافيل من بين أبرز دعاة الأناركية الطبعانية في فرنسا، وقد تعاونوا في نشر مجلات منها لا نوفيل هيومانتى، ولو ناتريان، ولو سوفاج، ولو أوردر ناتريل، ولا في ناتريل. كانت أفكارهم ذا أهمية في أوساط الأناركيين الفرديين في فرنسا وإسبانيا، حيث روج فيديريكو أوراليس (الاسم المستعار لجوان مونتسيني) لأفكارهما في مجلة لا ريفيستا بلانكا (1898-1905). حفز نشاط زيزلي السياسي، «الذي كان يهدف، في المقام الأول، إلى دعم العودة إلى «الحياة الطبيعية» عبر الكتابة والمشاركة العملية، نشوء مواجهات متجددة داخل وخارج أوساط الأناركيين. وقد انتقد زيزلي بصورة قوية التقدم والحضارة، التي اعتبرها «منحطة، ونجسة، وبلا معنى». وعارض كذلك التحول الصناعي، بحجة أن الآلات بطبيعتها سلطوية، ودافع عن التعري، ودعا إلى التمسك غير العقائدي وغير الديني بـ«قوانين الطبيعة»، وأوصى بنمط حياة قائم على الاحتياجات المحدودة والاكتفاء الذاتي، وعارض النباتية، التي اعتبرها «مناهضة للعلم»».

علق ريتشارد دي. سون على تأثير وجهات نظر الطبعانيين في الحركة الأناركية الفرنسية:
ذكرت ريريت مايتريجان، في مذكراتها عن سنواتها الأناركية، التي نُشرت على نحو متتابع في مجلة لي ماتين عام 1913، انها صنعت الكثير من أنظمة الطعام الغريبة لبعض الرفقاء. […] ووصفت «قطاع الطرق» في عصابة بونو بأنهم يرفضون أكل اللحم أو شرب الخمر ويفضلون الماء العادي. وقد عكست تعليقاتها الفكاهية ممارسات الاتجاه «الطبعاني» في صفوف الأناركيين الفرديين الذين فضلوا نمط حياة أبسط وأكثر «طبيعة» يتمحور حول نظام غذائي نباتي. وقد كشفت مجلة لو نيو ناتريان: مراجعة الأفكار الفلسفية والطبيعية، عن هذا الاتجاه في عشرينيات القرن العشرين. كما أدان المساهمون موضة تدخين السجائر، لا سيما من جانب الشابات، وقد ربط بالفعل مقال طويل نُشر في عام 1927 تدخين السجائر بالسرطان! وميز آخرون بين النباتيين، الذين توقفوا عن أكل اللحوم، وبين «النباتيين» الأكثر صرامة، الذين لم يأكلوا سوى الخضروات. كما افتتح أناركي يُدعى بوتاد، وهو من اقترح هذا التمييز، مطعمًا يُسمى فوير فيجتالين، وذلك في عام 1923، في الدائرة التاسعة عشر. وقد شملت أعداد أخرى من المجلة وصفات نباتية. وحين انتقل ليو ماليت، الأناركي الشاب والروائي البوليسي المستقبلي، من مونبيليه إلى باريس، في عام 1925، استقر في البداية مع الأناركيين الذين يديرون مطعمًا نباتيًا آخر يقدم الخضروات فقط، لا السمك ولا البيض. وقد تزامنت الاهتمامات المتعلقة بالتغذية مع وسائل أخرى تشجع بناء جسد صحي، كالتعري وممارسة الجمباز. عكفت جين ويوجين هومبرت، لفترة من الوقت في عشرينيات القرن العشرين، بعد إطلاق سراحهما من السجن بسبب أنشطة مناهضة الحرب وتحديد النسل، على ممارسة السلامة النسبية بحركة «الحياة المتكاملة» التي عززت التشمس العاري واللياقة البدنية، والتي كانت تُعد جزءًا لا يتجزأ من الصحة بالمعنى اليوناني للجيمناسيون، أي التعري. لم يكن هذا التيار البدائي العائد للطبيعة مقتصرًا على اليسار، فقد ردد الألمان اليمينيون نفس الأهداف في حقبة ما بين الحربين العالميتين. وقد ارتبطت هذه الميول في فرنسا بالأناركيين غالبًا، بقدر ما اقترحوا نموذجًا لضبط النفس ورفض المحرمات الاجتماعية والأحكام المسبقة.

ـــــــــــــ ريتشارد دي. سون

#### هنري زيسلي
كان الفرنسي هنري زيسلي (وُلد في باريس في 2 نوفمبر 1872، وتُوفي عام 1945) من الطبعانيين والأناركيين الفرديين. شارك إلى جانب هنري بيلي وإميل غرافيل في نشر العديد من المجلات كمجلة لا نوفيل هيومانتى، ولا في ناتريل، التي روجت للأناركية الطبعانية. كان زيسلي أحد المبادرين الرئيسيين، جنبًا إلى جنب مع جورج بوتاد وصوفي زاكوفسكا، لتأسيس الجمعية التعاونية كولوني دو فو، التي أُنشئت في إيسوم سر مارن بإقليم أن عام 1902.
حفز نشاط زيزلي السياسي، «الذي كان يهدف، في المقام الأول، إلى دعم العودة إلى «الحياة الطبيعية» عبر الكتابة والمشاركة العملية، نشوء مواجهات متجددة داخل وخارج أوساط الأناركيين. وقد انتقد زيزلي بصورة قوية التقدم والحضارة، التي اعتبرها «منحطة، ونجسة، وبلا معنى». وعارض كذلك التحول الصناعي، بحجة أن الآلات بطبيعتها سلطوية، ودافع عن التعري، ودعا إلى التمسك غير العقائدي وغير الديني بـ«قوانين الطبيعة»، وأوصى بنمط حياة قائم على الاحتياجات المحدودة والاكتفاء الذاتي، وعارض النباتية، التي اعتبرها «مناهضة للعلم»».